# Haruna Babangida
Pour les articles homonymes, voir Babangida.
Haruna Babangida est un footballeur international nigérian né le 1er octobre 1982 à Kaduna. Il joue au poste d'ailier. C'est le frère cadet de Tijani Babangida et d'Ibrahim Babangida, anciens footballeurs professionnels.

## Biographie

### Les débuts au FC Barcelone
Haruna Babangida est le huitième d'une famille de 10 enfants. Il commence sa carrière de footballeur à l'âge de 13 ans lorsqu'il est recruté par Shooting Stars Sports Club. Les recruteurs de l'Ajax d'Amsterdam le font venir en Europe. Son talent attire l'attention des recruteurs du FC Barcelone qui le font venir à La Masia, le centre de formation du club catalan. En 1998, lorsqu'il est âgé de 15 ans, il fait ses débuts avec le FC Barcelone B.
Louis van Gaal, entraîneur de l'équipe première, reconnaît le talent et le potentiel du jeune Nigérian. Néanmoins, Babangida ne parvient pas à s'imposer au sein du FC Barcelone et il est prêté une saison au Terrassa CF, puis au Cadiz CF en D2 espagnole afin qu'il mûrisse et devienne plus régulier.

### La Grèce et Chypre
Après des performances discrètes en Espagne, Babangida est recruté en 2005 par l'Olympiakos FC où évoluent le Brésilien Rivaldo et le Mexicain Nery Castillo. Lors de sa première saison en Grèce, Babangida joue 25 matchs dont 11 comme titulaire. Il marque un but en Coupe de l'UEFA face à Lyon.
En mai 2007, son contrat avec l'Olympiakos prend fin et il est embauché par le club chypriote d'Apollon Limassol. Il reste deux saisons dans ce club, jouant 44 matchs et inscrivant 23 buts. Ces deux saisons en Chypre sont très fructueuses car bien que ce soit un championnat mineur, Babangida reprend confiance et est une pièce importante dans le jeu d'Apollon Limassol.
Ses bonnes performances attirent l'attention du sélectionneur de l'équipe du Nigéria et de plusieurs clubs européens.

### La Russie
En 2009, il est recruté par le club russe de Kuban Krasnodar où il ne parvient pas à s'imposer.

## Palmarès
Olympiakos
- Championnat de Grèce
  - Champion (2) : 2006, 2007
- Coupe de Grèce
  - Vainqueur (1) : 2006